# Portè
|  | Aquest article tracta sobre el municipi. Vegeu-ne altres significats a «Estació d'esquí de Portè - Pimorent». |

Portè, antigament Portea com indica Joan Coromines en l'Onomasticon cataloniae (en francès, Porté-Puymorens), és una comuna de la Catalunya del Nord, a la comarca de l'Alta Cerdanya. Administrativament, pertany a l'Estat francès. Forma part de la subcomarca de la Vall del Querol.
En el terme comunal hi ha la Torre Cerdana, en ruïnes, que és el primer castell de defensa baixant del Coll del Pimorent.
El malnom dels de Portè és el de taulets.

## Etimologia
Segons explica Joan Coromines, a la Cerdanya hi hagué un focus antic de -ea, fet constatat per topònims com Roc de Malè (< Malea < malǐtǐa); a l'Edat Mitjana era Portea, que modernament va donar alhora Portè i Portesa, en aquesta darrera forma reintroduint-s'hi per un motiu fonètic (antihiàtic) la s intervocàlica.
El mateix filòleg tracta també aquest topònim a l'Onomasticon Cataloniae, on tracta Porta i Portè com dos topònims derivats de la mateixa arrel: el mot porta, en el sentit d'entrada, com és la seva realitat geogràfica. En el cas de Portè, és un derivat diminutiu d'aquest mot, portǐcǐnus, que dona Portesa.
Es tracta, així, doncs, de dos topònims romànics de caràcter descriptiu.

## Geografia

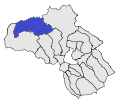
Portè a l'Alta Cerdanya

### Localització i característiques generals
El terme comunal de Portè, de 494.200 hectàrees d'extensió, és al nord de l'extrem nord-occidental de la comarca, al límit amb Andorra i el parçan del Sabartès, del País de Foix occità.
El terme de Portè és allargassat d'oest a est, amb l'extrem de ponent que forma una mena de ganxo que entra cap al sud en el terme de Porta. És tota la vall de capçalera del Riu de Querol, amb els seus afluents de la part alta del seu curs. És també l'extrem de ponent del Massís del Carlit. Els límits del terme coincideixen, a grans trets, amb les carenes que delimiten aquesta vall, llevat de la meitat occidental del terme comunal, la zona de Pimorent, on en lloc d'una vall, és un petit massís, amb els cims del Pic de la Mina com a element central, i de l'extrem nord, on el terme de Portè inclou la vall del Rec d'en Garcia, o riu de l'Eixerga, afluent del Riu Arieja; aquesta vall era anomenada antigament Vall Llobera, i constituïa la frontera nord-occidental de la Cerdanya. El punt més elevat del terme és a l'extrem nord-oriental de la comuna, on es troba el triterme entre Portè, Angostrina i Vilanova de les Escaldes i Merens, que es troba a 2.815,1 m alt. Des d'aquest punt, la carena termenal va cap a l'oest, fins al Cap de Llosada, de 2.719,1 m alt, i tot seguit cap al nord, cap al Roc Gros de Coma d'Or, de 2.579,2.
Des d'aquest lloc, el termenal fa la volta pel nord a la Coma d'Or, fins que arriba al punt o troba al nord la Coma d'en Garcia, que és de la conca de l'Arieja, on va a cercar cap al nord-oest la carena que delimita aquesta altra conca. Passa per la Portella de la Coma d'en Garcia, a 2.531 m alt i s'adreça a la Tossa Rodona, de 2.599. En aquest darrer cim, el termenal segueix la carena que fa de límit septentrional de la vall, en direcció oest-sud-oest, passa pel Puig de Trespunts, de 2.620,9, pel Cap de la Clota de Trespunts, a 2.555,4 m alt, fins que arriba al Pic de Querforc, de 2.581, on hi ha el triterme entre Portè, l'Ospitalet i Merens. Decantant-se més cap al sud-oest, el límit de la vall i de la comuna s'adreça al Pic de Tossal Mercader, de 2.543,4. Des d'aquest cim, el termenal baixa quasi en línia recta cap a l'oest-sud-oest pel coster fins al turó de 1.930 m alt que es troba al sud de l'Ospitalet i damunt la riba dreta tant de l'Arieja com del Rec d'en Garcia, i acaba de baixar fins a l'Arieja, que troba a 1.578,6. en el lloc on es troben els termes de Portè, l'Ospitalet i Encamp. Seguint aigües amunt l'Arieja, en un breu tram d'uns dos quilòmetres, s'arriba a un nou tritermenal, ara entre Portè, Encamp i Porta, situat a 1.669,3 m alt.
El límit entre Porta i Portè arrenca del punt anterior i segueix cap al sud, fent una ziga-zaga continuada, el Rec del Baladrar fins a la Coma dels Pedrons, a 2.170,1 m alt. Des d'aquest punt, el termenal deixa de seguir cap accident geogràfic precís, i s'adreça, sempre cap al sud, cap a l'Estany dels Pedrons, a l'oest del Pic de la Mina. Supera l'estany pel costat est, i va davallant pel Solà dels Pedrons, encara cap al sud, fins que, després de fer un recolze sobtat cap a l'est, baixa a trobar el torrent que procedeix del vessant meridional del Pic de la Mina i, ara cap a l'est, va a trobar el Pic de les Valletes, de 2.712,3 m alt i, girant de sobte cap al nord, segueix una línia arbitrària que al cap d'un tram torç cap al nord-est i va a trobar el Pic de l'Estanyol, de 2.575.9. Ara cap a l'est, fent diversos retombs, passa pel Roc de les Ombres i segueix carenes secundàries fins que arriba a trobar el curs del Rec de les Ombres a 2.025,1 m alt. El segueix cap al sud-est, després cap al sud, fins que a prop de la boca sud del Túnel del Pimorent, fent una marrada per un camí paral·lel al riu, va a trobar el Riu de Querol a 1.555,5 m alt que és el punt més baix de tot el terme de Portè.
Continua des d'aquest punt el termenal entre Porta i Portè per la mateixa llera del Querol fins a l'extrem nord de les Gorges de la Fou, on segueix, ara cap al sud-est, per un coster muntanya amunt fins al Punxonet, de 2.348 m alt. Una mica al sud-est d'aquest cim, el termenal gira cap a llevant, en direcció al Punxó, de 2.280,1 metres d'altitud, cim on es troben els termes de Portè, Porta i Enveig. Des del Punxó, el termenal, ara amb la darrera comuna esmentada, continua cap a l'est, per la Serra del Bac d'Hortell, tot seguit per la Serra de la Portella del Bac d'Hortell, fins a la Portella de Bac d'Hortell, de 2.557,6 m alt, on es troben els termes de Portè, Enveig i Dorres. El termenal amb Dorres segueix una línia en direcció nord-est, seguint una carena fins al Puig Occidental de Coll Roig, de 2.795,4 m alt, segon cim del terme de Portè. En aquest cim hi ha el triterme entre Portè, Dorres i Angostrina i Vilanova de les Escaldes.
El termenal amb aquesta darrera comuna s'estén de sud-est a nord-oest, entre el Puig Occidental de Coll Roig i el vessant meridional del Puig de Coma d'Or, formant una línia molt trencada per tal d'anar a buscar el Puig de Fontviva, de 2.666,7 m alt, la Portella de Lanós, a 2.516,1, on travessa la vall d'aquest rec, que baixa de l'Estany de Lanós, s'enfila cap al Pic de Cortal Rossó, de 2.687,8, i de seguida s'adreça al Puig de Coma d'Or.
A l'interior del terme, separant les valls del Rec d'en Garcia, afluent de l'Arieja, i del Rec de Cortal Rossó, afluent del Riu de Querol, es troba la Serra de les Lloses, que té el seu punt culminant a 2.615 m alt, i la seva continuïtat cap al nord-est, la Cresta dels Llosers; d'altra banda, separant les valls del Rec de Cortal Rossó i del Riu de Querol, s'estén tot el contraforts occidental del Puig de Fontviva, entre el cim d'aquest puig i el mateix poble de Portè.
El punt més elevat del terme és, doncs, a 2.815,1 m alt, el més baix, a 1.555,5, mentre que el poble de Portè és a 1.624,2, i l'estació d'esquí de Pimorent, a 1.861.
Termes municipals limítrofs:
| Encamp (Andorra) | L'Ospitalet / Merens (Sabartès) | Angostrina i Vilanova de les Escaldes |
|                  |                                 |                                       |
| Porta            | Enveig                          | Dorres                                |

.

### El poble de Portè

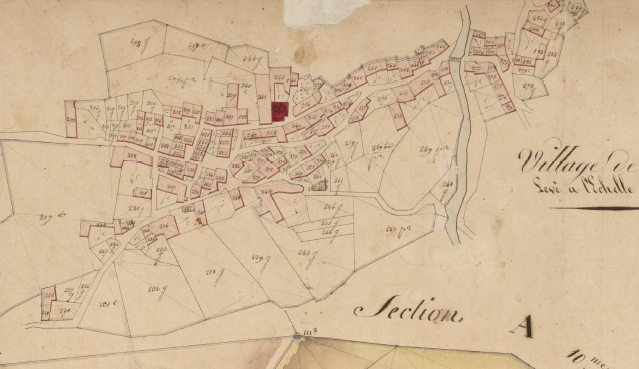
Portè en el Cadastre napoleònic del 1812 (Arxius Departamentals dels Pirineus Orientals)

El poble de Portè és al centre del sector meridional del seu terme comunal, prop del límit amb Porta i també a prop del poble d'aquest nom. El poble sencer és a la dreta del Riu de Querol, entre aquest riu i la carretera N - 20. La part històrica del poble és també a la dreta del Rec de Cortal Rossó, però modernament el poble s'ha estès a l'esquerra d'aquest torrent, així com al nord de la carretera esmentada. És un poble bastant agrupat, sense arribar a formar poble clos, amb l'església parroquial de Santa Maria al nord-est del nucli central del traçat urbà.
Modernament, el poble s'ha estès lleugerament cap al nord i cap a l'est, sobretot a ran del desenvolupament de l'Estació d'esquí de Portè - Pimorent.

### La Torre Cerdana
Aturonada al sud-oest del poble, a uns 750 metres de distància en línia recta, hi ha les restes de la Torre Cerdana, primera fortificació de la Cerdanya que es trobava en baixar del Coll de Pimorent. Es tractava d'un veritable castell, no només una torre, com el nom indica, i tingué un paper estratègic fonamental, fins que el Castell de Querol la substituí en aquest paper.

### L'estació d'esquíPortè - Pimorent

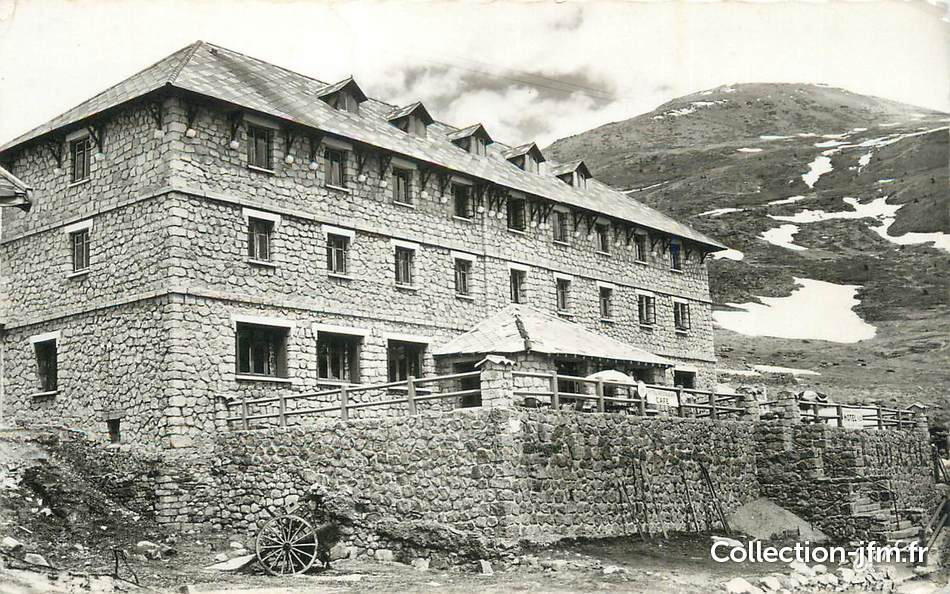
L'Hotel del Coll de Pimorent, en una foto antiga

En el sector occidental del terme comunal de Portè es troba l'Estació d'esquí de Portè - Pimorent, a recer del Pic de l'Estanyol, bàsicament a l'entorn del Torrent de la Vinyola. Normalment s'hi acumulen grans gruixos de neu, per la qual cosa és força coneguda i apreciada pels practicants dels esports d'hivern.

### LesMines de Pimorent

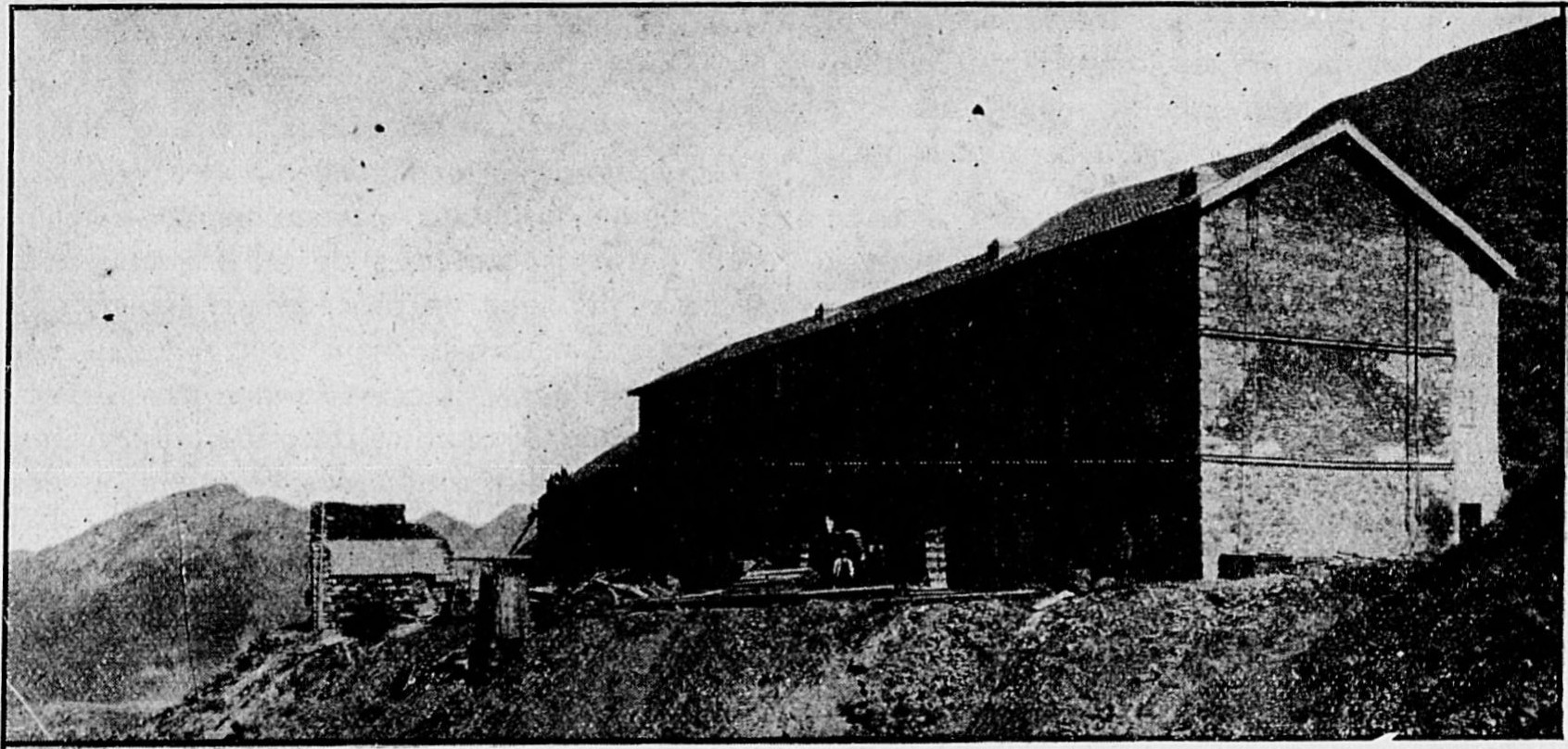
Les mines, el 1928

Situades a la zona central de l'extrem occidental del terme, a prop a l'est del Pas de la Casa, són en el vessant nord-oest del Pic de la Mina i a ponent de l'Estació d'esquí de Portè - Pimorent, molt a prop de l'extrem superior del Telecadira del Puig de la Mina.
Estan abandonades des de fa una cinquantena d'anys.

### Hidrònims

#### Cursos d'aigua
El principal curs d'aigua del terme de Portè és el Riu de Querol, que quan arriba a la Tor de Querol és anomenat Riu d'Aravó. Aquest riu neix en aquest terme, concretament a l'estany del Passet, que s'alimenta dels recs de l'Estany de Font Viva i del de Lanós, que procedeix de l'Estany de Lanós, situat en el veí terme d'Angostrina i Vilanova de les Escaldes.

#### Estanys
Per la seva situació a l'alta muntanya, el terme de Portè posseeix diversos estanys, tots ells d'origen glacial: l'Estany de Coma d'Or, l'Estanyol, l'Estany de Fontviva, la Bassa de Mercader, la Bassa de l'Orri de la Vinyola, l'Estany de l'Orri de la Vinyola i el Passet.

## Transports i comunicacions

### Carreteres
En el terme comunal de Portè es poden trobar dues carreteres, una d'elles correspon al traçat antic i l'altre al nou, de la mateixa carretera: la N20 (La Guingueta d'Ix - París), que tot just entrar al terme de Portè, a penes 100 metres, es fica dins del Túnel del Pimorent per sortir-ne ran del poble occità de l'Ospitalet. Del costat mateix de la boca sud d'aquest túnel arrenca cap al nord-est la carretera N320, que dobla l'anterior en alguns trams. En aquest cas, s'adreça a Portè i al Coll del Pimorent, per anar a raure igualment a l'Ospitalet. Abans d'arribar a l'Ospitalet, connecta amb la N22 que duu cap a la localitat andorrana del Pas de la Casa, per bé que passant abans per territoris comunals de Porta. No hi ha cap altra carretera en tota la comuna, a part de les locals que menen, principalment, a l'estació d'esquí.

### Ferrocarril
L'estació ferroviària de Portè, dins de la línia de Tolosa - Matabiau a la Tor de Querol, per Foix i Acs, és dins del terme veí de Porta, molt a prop del termenal entre les dues comunes. Aquesta línia de ferrocarril travessa el terme de Portè pel seu costat occidental, però de forma subterrània, sota el Coll del Pimorent, i només veu la llum del dia just a l'extrem meridional del túnel; a penes 110 metres després de deixar el túnel, entra en el terme de Porta.

### Transport públic col·lectiu
Portè disposa de la línia 260, que uneix Perpinyà amb la Cerdanya passant per Prada, fins on és directa des de la capital del Rosselló, Rià, Vilafranca de Conflent, Serdinyà, Oleta, Toès, Fontpedrosa, Fetges, Montlluís, Bolquera, Font-romeu, Èguet, Targasona, Angostrina, Vilanova de les Escaldes, Ur, Enveig, la Tor de Querol, la Cabanassa, Sallagosa, Er, Naüja, Oceja, la Guingueta d'Ix, Ur (fent un bucle a l'Alta Cerdanya), Enveig, la Tor de Querol, Porta i Portè. Aquesta línia circula de dilluns a dissabte amb quatre serveis diaris en direcció a la Cerdanya i cinc en direcció a Perpinyà, més un servei diari extra divendres i dissabte i tres serveis en cada direcció el diumenge.

## Activitats econòmiques
En l'actualitat, el principal recurs econòmic de Portè és el turisme, relacionat principalment amb l'estació d'esports d'hivern. Tant l'esquí alpí com el de fons hi tenen bons espais per a la pràctica, així com les noves modalitats d'esport d'hivern.
Les activitats econòmiques tradicionals de la comuna de Portè i, de fet, de tota la Vall de Querol era la ramaderia, que incloïa una bona quota de transhumància estacional. El mercat de bestiar de referència era el de Sallagosa, però hom acudia també als d'Acs, al País de Foix occità i de Prada, al Conflent. La ramaderia, però, és avui dia una activitat en retrocés, amb a penes una dotzena de caps de bestiar boví i uns 300 d'oví. En el terme hi ha poc espai per a prats i conreus de farratge, a causa de l'orografia: tan sols 9 hectàrees. El bosc era també una font de treball important, i també és en retrocés. Tanmateix, hi ha l'important Bosc Comunal de Portè - Pimorent.

## Història

### Història antiga, medieval i moderna
Tota la història de Portè anterior a la fi de l'Antic Règim és comuna amb tot el conjunt de la Vall de Querol, on està explicada.

### Història contemporània
La comuna de Porta, que comprenia inicialment l'actual de Portè, es formà a ran de la remodelació de l'administració local derivada del nou règim implantat a conseqüència de la Revolució Francesa. Fou de les comunes més tardanament creades: l'any 1837. Portè se n'independitzà l'any 1860.

## Demografia

### Demografia antiga
Amb anterioritat al 1860, la població de Portè està sempre inclosa o bé en la de la Vall de Querol, o bé en la de Porta, de la qual se segregà aquell any.

### Demografia contemporània
| Evolució de la població |      |      |      |      |      |      |      |      |
| 1861                    | 1866 | 1872 | 1876 | 1881 | 1886 | 1891 | 1896 | 1901 |
| 455                     | 420  | 401  | 371  | 404  | 421  | 405  | 409  | 410  |

| 1906 | 1911 | 1921 | 1926 | 1931 | 1936 | 1946 | 1954 | 1962 |
| ---- | ---- | ---- | ---- | ---- | ---- | ---- | ---- | ---- |
| 372  | 452  | 210  | 191  | 257  | 134  | 200  | 149  | 185  |

| 1968 | 1975 | 1982 | 1990 | 1999 | 2005 | 2010 | 2015 | 2016 |
| ---- | ---- | ---- | ---- | ---- | ---- | ---- | ---- | ---- |
| 108  | 113  | 119  | 121  | 147  | 128  | 131  | 105  | 103  |

Fonts: Ldh/EHESS/Cassini fins al 1999, després INSEE a partir deL 2004

### Evolució de la població

Població 1962-2008

## Administració i Política

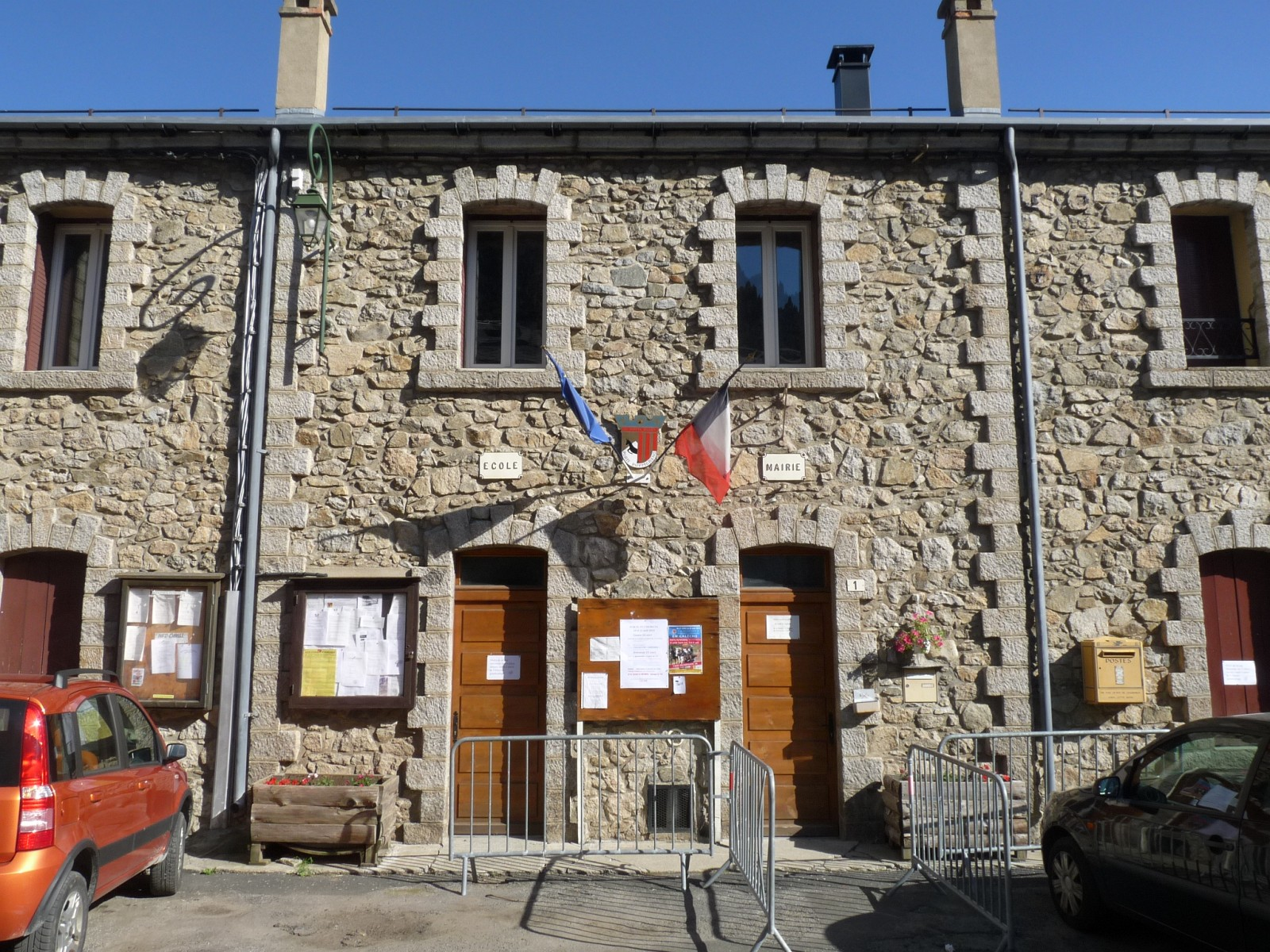
La Casa del Comú de Portè

### Batlles
| Alcalde    | Període                        |
| ---------- | ------------------------------ |
| Jean Sarda | Març del 2001 - Abril del 2014 |
| Jean Ribot | Abril del 2014 - Moment actual |

### Legislatura 2014 - 2020

#### Batlle
- Jean Ribot, batlle.

#### Adjunts al batlle[13]
- 1r: Didier Roboam
- 2a: Christine Mathevet Recouderc
- 3r: Jean Sarda.

#### Consellers municipals
- Anne Barral
- Françoise Colomer
- Christelle Doumerc
- Nicole Komaroff
- Franck Reinosa
- Thibault Roboam
- Adrien Sarda.

### Adscripció cantonal
Des de les eleccions cantonals del 2015, Portè forma part del Cantó dels Pirineus Catalans.

### Serveis comunals mancomunats
Portè pertany a la Comunitat de comunes Pirineus Cerdanya, amb capitalitat a Sallagosa, juntament amb Angostrina i Vilanova de les Escaldes, Dorres, Enveig, Èguet, Er, Estavar, la Guingueta d'Ix, Llo, Naüja, Oceja, Palau de Cerdanya, Porta, Sallagosa, Santa Llocaia, Targasona, La Tor de Querol, Ur i Vallcebollera.

## Ensenyament i Cultura
A Portè hi ha una escola pública que cobreix les etapes de maternal i elemental, tot i que els infants del poble també poden anar a classe a Enveig, l'Ospitalet o Ur; els estudis de primària són possibles a Dorres i a Merens. Per a la secundària, estan a l'abast els col·legis de la Guingueta d'Ix (Cerdanya, públic), Oceja (La perla cerdana, públic, annex de l'anterior) o Vià, a Font-romeu, Odelló i Vià (El bosc, privat). Els estudis de batxillerat i formació professional es poden cursar en el Liceu professional agrícola del Mas Blanc, de la Guingueta d'Ix, a La Perla Cerdana, d'Oceja, o al Liceu climàtic i esportiu Pierre de Coubertin, de Font-romeu.